# Zosterop de les Santa Cruz
El zosterop de les Santa Cruz (Zosterops sanctaecrucis) és un ocell de la família dels zosteròpids (Zosteropidae).

## Hàbitat i distribució
Habita boscos i matolls de l'illa de Ndeni, a les illes Santa Cruz, de les illes Salomó sud-occidentals.